# Flora Montgomery
Flora Montgomery (ur. 4 stycznia 1974 w Greyabbey w hrabstwie Down) – brytyjska aktorka filmowa, telewizyjna i teatralna.
Zdobywczyni dwóch nominacji do nagród IFTA Award w 2003 roku – za role w filmach Pamięć złotej rybki (Goldfish Memory) oraz When Brendan Met Trudy. Za rolę dziennikarki-lesbijki Angie w filmie Pamięć złotej rybki została też uhonorowana w 2004 roku nagrodą dla najlepszej aktorki podczas festiwalu filmowego Dallas OUT TAKES. Znana jest także z drugoplanowego występu jako Michelle Broadwin w thrillerze Nagi instynkt 2 (Basic Instinct 2).